# 9453 Mallorca
9453 Mallorca là một tiểu hành tinh vành đai chính với chu kỳ quỹ đạo là 1879.5422270 ngày (5.15 năm).
Nó được phát hiện ngày 19 tháng 3 năm 1998.